# Vicent Partal
Vicent Partal (uttal: /viˈsɛm paɾˈtaɫ/), född 28 november 1960 i Bétera i regionen Valencia är en spansk journalist och Internetpionjär. Han är medgrundare av veckotidningen El Temps och webbportalen Vilaweb, båda publicerade på katalanska.

## Biografi
Partal har en bakgrund som utrikesreporter för spanska TVE (TV) samt tidningarna La Vanguardia och El Punt. Han har även arbeta på Diari de Barcelona och som radiojournalist för Catalunya Ràdio'. Åren runt 1990 rapporterade han bland annat från händelseutvecklingen i Kina, Östeuropa, Balkan och Sydafrika.
1983 var Vicent Partal en av grundarna av den Valenciabaserade tidskriften (på katalanska/valencianska) El Temps. 1994 skapade han dess webbversion – den första tillägnad en tidskrift i Spanien – med namnet El Temps Online. Året efter grundade han Interbolaget Partal, Maresma & Associats. 1995 var han även medgrundare av L'internauta, det första europeiska radioprogrammet helt tillägnat Internet. Sedan lanserades länkportalen La Infopista catalana, som därefter utvecklades till nyhetsportalen Vilaweb.
Partal har skrivit ett antal böcker om NATO och postsovjetisk nationalism. 2009 publicerade han Llibreta de Pequín ('Den lilla boken om Peking'), den första kommersiellt lanserade e-boken på katalanska utan föregående pappersutgåva.
Vicent Partal var 2011 vice ordförande på European Journalism Centre, baserat i nederländska Maastricht.

## Böcker
- 1987 – Catalunya en l'estratègia militar d'Occident ('Katalonien i västs militära strategi')
- 1988 – Els nacionalistes a l'URSS ('Sovjetunionens nationalister')
- 1991 – La revolta nacionalista a l'URSS ('Den nationalistiska revolten i Sovjet')
- 1991 – Atles de l'Europa futura ('Atlas över det framtida Europa')
- 2000 – Converses sobre els orígens d'internet a Catalunya ('Samtal om början för Internet i Katalonien')
- 2001 – Catalunya 3.0
- 2004 – 11-M: El periodisme en crisi ('11-M: Kris för journalistiken')
- 2007 – Periodisme quàntic: fent periodisme a Internet : l'experiència dels primers deu anys de VilaWeb ('Kvantjournalistik: hur man gör journalistik på Internet')[5]
- 2009 – Llibreta de Pequín ('Den lilla boken om Peking')
- 2013 – A un pam de la independència ('Mer eller mindre självständig')[6]

## Källhänvisningar
Den här artikeln är helt eller delvis baserad på material från katalanskspråkiga Wikipedia, 26 juni 2014.
Den här artikeln är helt eller delvis baserad på material från engelskspråkiga Wikipedia, 21 juli 2014.
1. 1 2  ”Veure autor” (på Valenciano). Universitat d'Alacant. 23 februari 2007. Arkiverad från originalet den 26 april 2012. https://web.archive.org/web/20120426081130/http://www.iifv.ua.es/lletraferit/consultes/veureAutor.asp?pId=286. Läst 29 december 2011.
2. 1 2 3  "Participants 2012". Fcforum.net. Läst 15 september 2014. (engelska)
3. ↑  ”Vicent Partal avisa de la importància de la participació dels lectors en la premsa del segle XXI” (på katalanska). omnium.cat. 24 november 2011. Arkiverad från originalet den 27 december 2011. https://web.archive.org/web/20111227215006/http://www.omnium.cat/ca/noticia/vicent-partal-avisa-de-la-importancia-de-la-participacio-dels-lectors-en-la-premsa-del-segle-xxi-5413.html. Läst 15 september 2014.
4. ↑  "Speakers". Arkiverad 19 oktober 2011 hämtat från the Wayback Machine. ENJN Conference 2011. Läst 15 september 2014. (engelska)
5. ↑  "Gooble Books.
6. ↑  "RBA posa a la venda 'A un pam de la independència', el nou llibre de Vicent Partal". Vilaweb.cat, 2014-03. Läst 15 september 2014. (katalanska)